# Goniochloridales
Ordre
Les Goniochloridales  sont un ordre d’algues de l’embranchement des Ochrophyta et de la Classe des Eustigmatophyceae.

## Liste des familles
Selon AlgaeBase (12 mars 2022) :
- Goniochloridaceae Pascher